# Rue Germaine-Tailleferre
La rue Germaine-Tailleferre est une voie du 19e arrondissement de Paris, en France.

## Situation et accès
La rue Germaine-Tailleferre est une voie privée située dans le 19e arrondissement de Paris. Elle débute au 24, rue des Ardennes et se termine place ED/19.

## Origine du nom

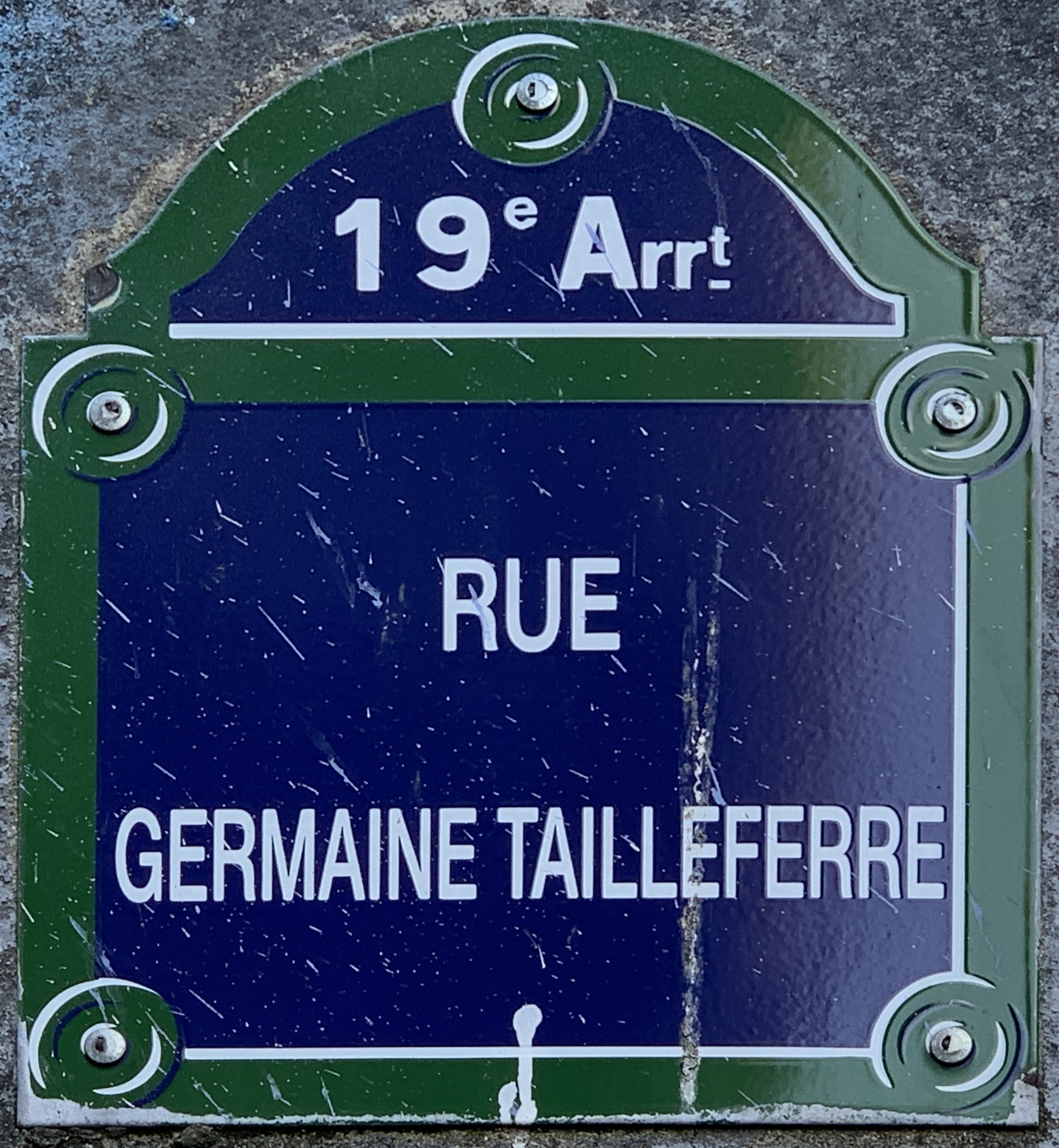
Plaque de la rue.

Elle porte le nom de la compositrice française Germaine Tailleferre (1892-1983), membre du groupe des Six.

## Historique
La voie est créée dans le cadre du lotissement du parc des Musiciens, sous le nom provisoire de « voie DS/19 », et prend sa dénomination actuelle par un arrêté municipal du 6 décembre 1999. 
Elle est ouverte à la circulation publique par un arrêté municipal du 2 avril 2007.